# Консарка
Консарка — река в России, протекает по Кукморскому и Мамадышскому районам Республики Татарстан. Правый приток Вятки. Длина реки составляет 11 км.

## География
Консарка начинается в селе Чарли Кукморского района. Течёт на восток, переходит на территорию Мамадышского района (населённых пунктов в нём на реке нет), затем уходит обратно в Кукморский район, протекает через село Татарская Тулба и впадает в Вятку в 67 км от устья последней на высоте 54,2 метра над уровнем моря.

## Данные водного реестра
По данным государственного водного реестра России относится к Камскому бассейновому округу, водохозяйственный участок реки — Вятка от города Вятские Поляны и до устья, речной подбассейн реки — Вятка. Речной бассейн реки — Кама.
Код объекта в государственном водном реестре — 10010300612111100040516.